# ملعب باجي مختار
ملعب باجي مختار، هو مركب متعدد الرياضات وملعب كرة قدم، يقع في سوق أهراس بالجزائر. تبلغ سعته 15.000 متفرج ومشجع، يستخدم ملعب باجي مختار حاليا لمباريات كرة القدم، وهو الملعب الرئيسي لنادي الوفاق الرياضي سوق أهراس وكذا الشباب الرياضي حمى لولو.

## تاريخ الملعب
ملعب الأولمبي باجي مختار ملعب رياضي متعدد الاختصاصات يقع في وسط المدينة بسوق أهراس. تم إنشاء الملعب سنة 1985 تبلغ طاقة استيعابه 15000 متفرج، تابع لوزارة الشباب والرياضة الجزائرية، أحتضن الكثير من المهرجانت الرياضية المحلية والوطنية وهو الملعب الرئيسي والأكبر في سوق أهراس.